# Cavalo capão

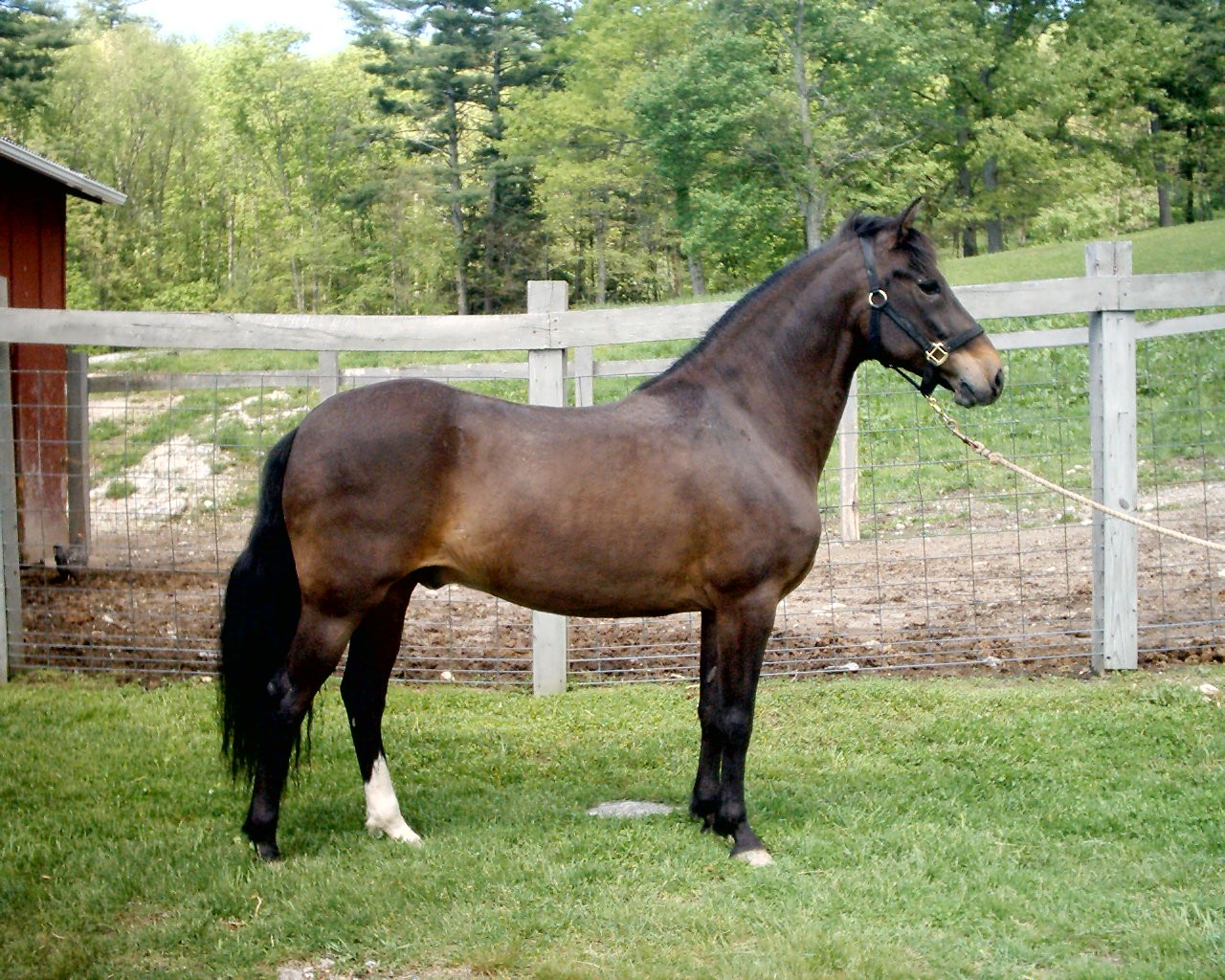
Cavalo castrado

Um cavalo capão ou cavalo castrado é aquele cavalo que foi objeto de uma castração, um processo usado principalmente para torna-los mais dóceis e adequados para o trabalho diário. O termo opõe-se a garanhão, que é o cavalo macho que não foi castrado.
Acredita-se que os citas foram os primeiros a castrar seus cavalos.